# Mordy (stacja kolejowa)
Mordy – stacja kolejowa w Mordach, w województwie mazowieckim, w Polsce.
Tutaj kończyła się elektryczna sieć trakcyjna na linii Siedlce – Siemianówka przed jej całkowitą deelektryfikacją (sieć trakcyjna na odcinku Mordy – Ujrzanów została zdemontowana w 2013 r.).

## Ruch pasażerski
| Rok  | Wymiana pasażerska na dobę |
| ---- | -------------------------- |
| 2017 | 0-9                        |
| 2022 | 0-9                        |

## Połączenia
- Czeremcha
- Hajnówka
- Mińsk Mazowiecki
- Siedlce
- Warszawa Wschodnia